# Heliodoxa
Heliodoxa là một chi chim trong họ Chim ruồi.

## Các loài
Chi này có các loài sau:
- Heliodoxa aurescens
- Heliodoxa rubinoides
- Heliodoxa leadbeateri
- Heliodoxa xanthogonys
- Heliodoxa schreibersii
- Heliodoxa gularis
- Heliodoxa branickii
- Heliodoxa imperatrix
- Heliodoxa jacula